# Nedeljko Bajalica
Nedeljko Bajalica, detto Ned (Laufen, 13 gennaio 1975), è un fumettista serbo con cittadinanza svizzera naturalizzato italiano.

## Biografia
Dopo essersi trasferito a Lecce in tenera età, a 16 anni frequenta a Roma la Scuola Internazionale di Comics dal 1991 al 1993. Qui incontra e conosce Jacovitti nel 1992, diventandone suo allievo e collaboratore per circa 5 anni, fino alla morte dell'autore, lavorando ed illustrando quasi tutti i suoi lavori dell'ultimo periodo, compresa la celebre serie di Cocco Bill a colori (Cocco Bill Diquaedilà) per Sergio Bonelli Editore. Nel 1996, crea un nuovo fumetto, RAP, edito da Balocco Editore e che lancia grazie alla collaborazione del suo mentore.
Dopo la morte del maestro molisano, passa dal fumetto umoristico ad una produzione che si misura con storie più introspettive come Ci Vediamo Domani, adattamento a fumetti di alcuni racconti dello psichiatra e sociologo Paolo Crepet, pubblicato dalle Edizioni BD nel 2005.
Successivamente pubblica la strip Un Mondo Migliore sulla rivista online Coreingrapho.

## Opere
- Ci vediamo domani, Edizioni BD, 2005